# Abhijit Sarkar (cầu thủ bóng đá)
Abhijit Sarkar (sinh ngày 5 tháng 1 năm 2000) là một cầu thủ bóng đá người Ấn Độ thi đấu ở vị trí tiền vệ cho Indian Arrows ở I-League.

## Sự nghiệp
Sinh ra ở Kalyani, West Bengal, Sarkar từng nằm trong AIFF Elite Academy chuẩn bị cho Giải vô địch bóng đá U-17 thế giới 2017 diễn ra ở Ấn Độ. Sau giải đấu, Sarkar được lựa chọn thi đấu cho Indian Arrows, một đội bóng của All India Football Federation bao gồm các cầu thủ U-20 Ấn Độ để họ có thời gian chơi bóng. Anh có màn ra mắt cho cho đội bóng ở trận đầu tiên của Arrow trong mùa giải trước Chennai City. Anh vào sân ở phút 90 thay cho Jeakson Singh Thounaojam và Indian Arrows giành chiến thắng 3–0. Vào ngày 10 tháng 2 năm 2018 Sarkar came on as a substitute and scored twice in injury time to lift the arrows to a 2–1 victory over Churchill Brothers.

## Quốc tế
Sarkar đại diện U-17 Ấn Độ tham dự Giải vô địch bóng đá U-17 thế giới 2017 tổ chức ở Ấn Độ.

## Thống kê sự nghiệp
Tính đến 27 tháng 2 năm 2018
| Câu lạc bộ          | Mùa giải            | Giải vô địch        | Giải vô địch | Giải vô địch | Cúp     | Cúp       | Châu lục | Châu lục  | Tổng    | Tổng      |
| Câu lạc bộ          | Mùa giải            | Hạng đấu            | Số trận      | Bàn thắng    | Số trận | Bàn thắng | Số trận  | Bàn thắng | Số trận | Bàn thắng |
| ------------------- | ------------------- | ------------------- | ------------ | ------------ | ------- | --------- | -------- | --------- | ------- | --------- |
| Indian Arrows       | 2017–18             | I-League            | 14           | 4            | 0       | 0         | —        | —         | 14      | 4         |
| Tổng cộng sự nghiệp | Tổng cộng sự nghiệp | Tổng cộng sự nghiệp | 14           | 4            | 0       | 0         | 0        | 0         | 14      | 4         |